# Erkki Pystynen
Erkki Topias Pystynen (ur. 2 listopada 1929 w Heinoli) – fiński polityk, nauczyciel akademicki i samorządowiec, działacz Partii Koalicji Narodowej, w latach 1983–1987 przewodniczący Eduskunty.

## Życiorys
Kształcił się w zakresie nauk społecznych, uzyskiwał w tej dziedzinie licencjat i magisterium. Doktoryzował się w 1965 na Uniwersytecie w Tampere (wówczas działającym pod nazwą Yhteiskunnallinen korkeakoulu). W latach 50. pracował m.in. w administracji lokalnej i podatkowej. Od 1960 był nauczycielem akademickim na Uniwersytecie w Tampere, doszedł na tej uczelni do stanowiska profesora. Zajmował się zagadnieniami z zakresu polityki komunalnej. Był dziekanem jednego z wydziałów i prorektorem, a w 1975 pełnił funkcję rektora tegoż uniwersytetu.
Zaangażował się w działalność polityczną w ramach Partii Koalicji Narodowej. W latach 1973–1984 i 1989–1996 zasiadał w radzie miejskiej w Tampere. Od 1975 do 1991 sprawował mandat posła do Eduskunty. W latach 1983–1987 zajmował stanowisko przewodniczącego fińskiego parlamentu.